# Шоу века
«Шоу века» (англ. Masked and Anonymous) — фильм 2003 года, снятый режиссёром Ларри Чарльзом. Главные роли исполнили Боб Дилан, Пенелопа Крус, Джон Гудмен, Вэл Килмер и другие. Роль второго плана сыграл Микки Рурк. Сценарий фильма написал Боб Дилан (под псевдонимом «Сергей Петров») в сотрудничестве с Ларри Чарльзом.

## Сюжет
На фоне революции Анкл Свитхарт и Нина Вероника являются промоутерами, планирующими организовать концерт во имя мира. Они желают воспользоваться услугами легендарного певца Джека Фэйта, и скоро он выходит из тюрьмы. Журналиста Тома Фрэнда нанимают, чтобы он определил, кто извлечёт из всего этого выгоду. Тем временем Джек Фэйт и его единомышленники идут на максимальный риск…

## В ролях
| Актёр            | Роль                 |
| ---------------- | -------------------- |
| Боб Дилан        | Джек Фэйт            |
| Джефф Бриджес    | Том Фрэнд            |
| Пенелопа Крус    | Пэган Лейс           |
| Джон Гудмен      | Анкл Свитхарт        |
| Джессика Лэнг    | Нина Вероника        |
| Люк Уилсон       | Бобби Купид          |
| Вэл Килмер       | Работник с животными |
| Чич Марин        | Просперо             |
| Микки Рурк       | Эдмунд               |
| Кристиан Слейтер | Работник сцены       |
| Крис Пенн        | Работник сцены       |
| Сьюзан Тайррелл  | Элла                 |
| Ричард Сарафьян  | Президент            |

## Отзывы
В основном, фильм получил неблагоприятные отзывы: рейтинг на Rotten Tomatoes — 4/10, на Metacritic — 32 из 100 положительных отзывов. Американский кинокритик Роджер Эберт поставил фильму половину звезды из четырёх и назвал его тщеславной постановкой и идолопоклонством Боба Дилана.